# Chenopodium polyspermum
Chenopodium polyspermum és una espècie de planta herbàcia pertanyent a la família Amaranthaceae. Prolifera en zones conreades o temporalment entollades, vores de camins, cunetes, hortes, guarets, etc., A una altitud de 300-1200 metres a Europa, excepte el seu extrem nord, rara a la regió mediterrània; Turquia, Caucas i Àsia central. És introduïda a Amèrica del Nord. A la península Ibèrica al nord i l'oest. És una planta anual, que aconsegueix una mida de 10-60 cm d'alçada, glabra, erecta o de vegades procumbent, generalment vermellosa. Tiges quadrangulars. Branques inferiors de major longitud que la resta; branques secundàries generalment escasses. Fulles amb làmina d'1,5-5 cm, prima, d'ovada el·líptica a obovada, gairebé sempre sencera, aguda o obtusa a l'àpex, verda o, de vegades, marró-vermellosa. Inflorescència espiciforme o cimosa, difusa, terminal o en l'aixella de les fulles; glomèruls petits. Flors hermafrodites amb cinc tèpals lliures fins a la base, aquillats a l'àpex, separats uns dels altres i divergents en la fructificació. Estams generalment 1-3, dos estigmes, el pericarpi no és adherent. Les llavors tenen un diàmetre de 0,9-1,2 mm, horitzontals, de contorn arrodonit i marge rom o aplanat, testa de marró a negrosa, obscurament reticulada i amb línies radials ondulades. Té un nombre cromosòmic de 2n = 18.